# Igors Vihrovs
Igors Vihrovs (Riga, 6 juni 1978) is een Lets gymnast.
Hij nam tweemaal deel aan de Olympische Spelen. Hierbij won hij een gouden medaille, op de Spelen van 2000 op het onderdeel vloer. 